# 日本の救助隊
日本の救助隊（にほんのきゅうじょたい）は、2023年現在までの日本国内の救助隊の一覧。
現在、通常の救助活動は消防が担当し、海難救助は海上保安庁が担当している。大規模な災害や事故になるとこれに加えて警察や陸上、海上、航空の自衛隊も投入される。
さらに海外で大規模災害発生し政府が被災国の要請を受けた場合に、消防・警察・海保の隊員によって国際緊急援助隊救助チームを編成し国際協力機構（JICA）の調整の下で被災国に派遣する体制となっている。この救助チームは最高レベルの救助能力を持つヘビー級に認定されている。

## 消防
消防では、全国の消防本部や消防署等に救助隊が設置されており、さらに人口が10万人以上の地域には特別救助隊（通称：レスキュー隊）の設置を義務付けている。

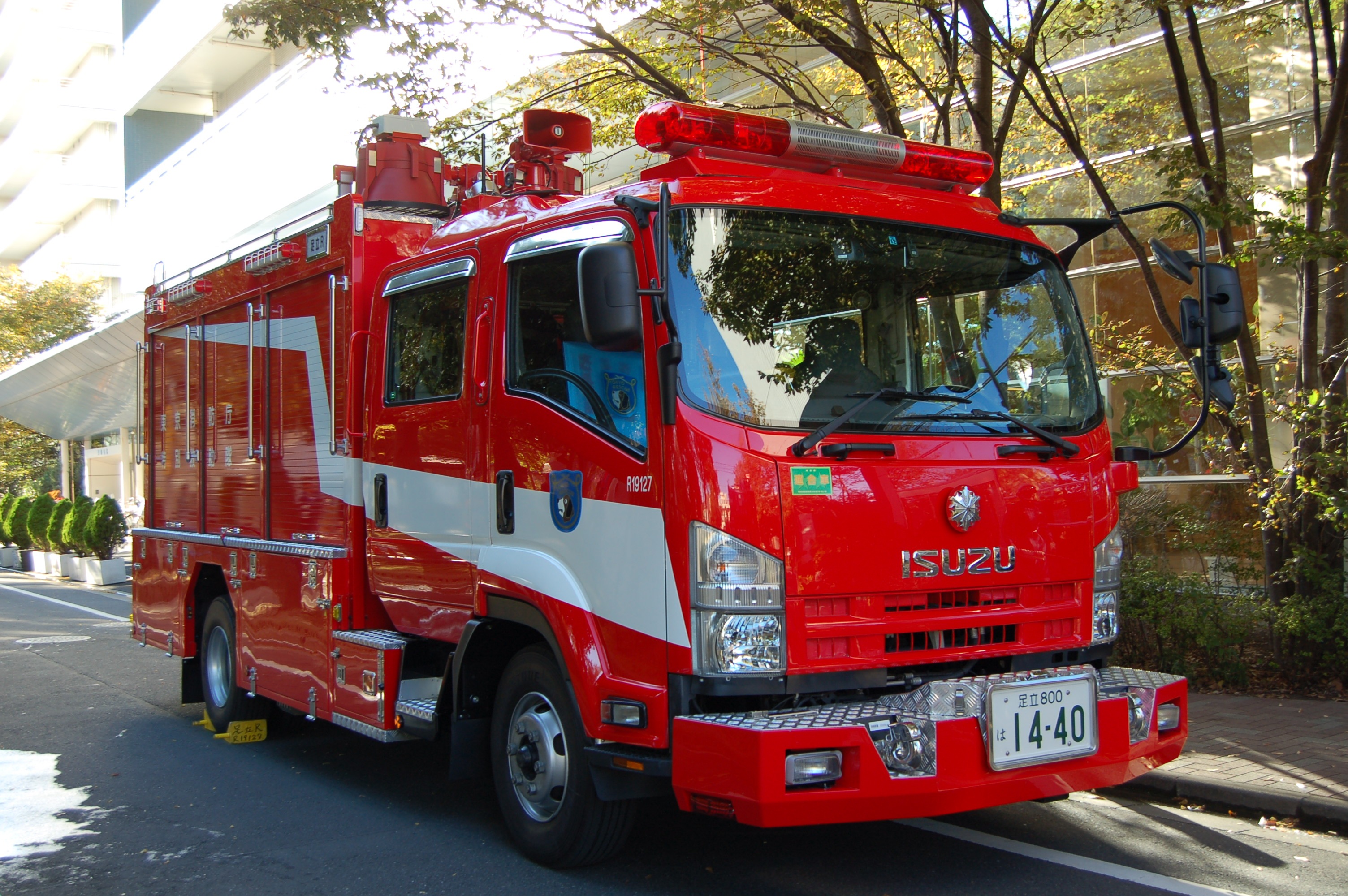
東京消防庁の救助車II型（レスキュー車）

火災や交通事故など日常生活の中で起こる一般災害から自然災害、河川・山間部で起こる水難救助や山岳救助 、そして震災など大規模災害やNBC災害など特殊災害とあらゆる救助事案に対応している。

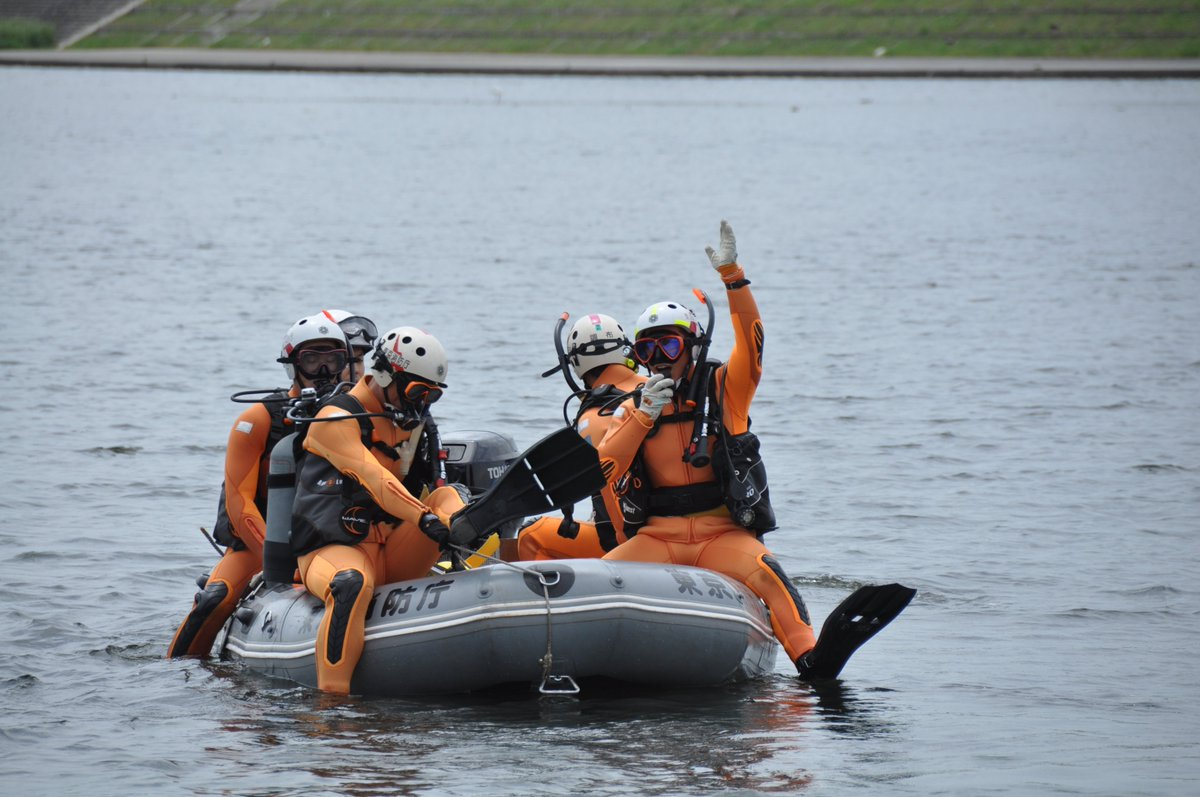
東京消防庁　水難救助隊

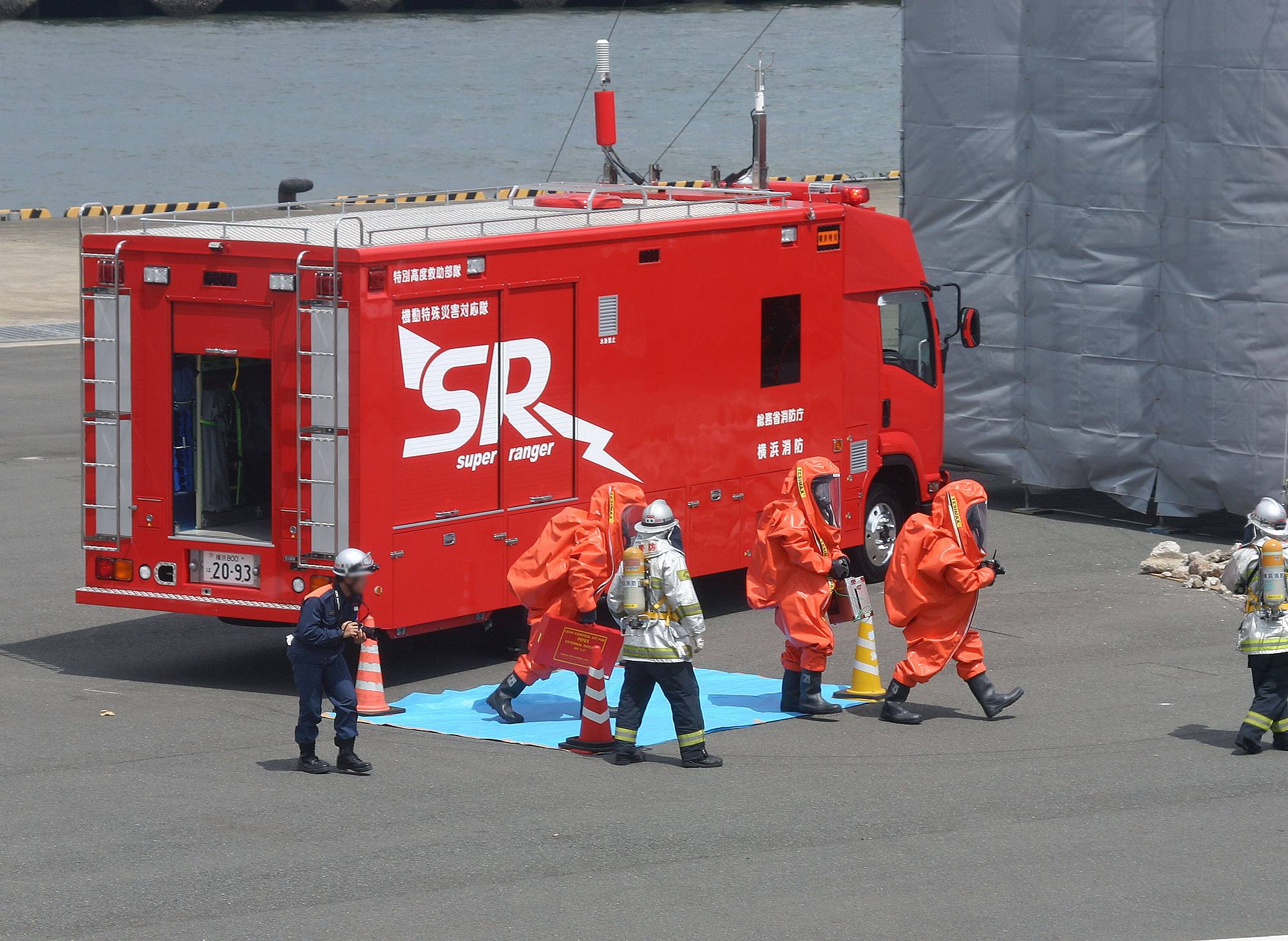
特殊災害対策車

日本の消防救助隊は警視庁消防部(現在の東京消防庁)の神田消防署が1933年に主に火災現場での救助活動を任務とする専任救助隊を設置し、1950年代から全国の一部地域で編成され始め、1964年に横浜市消防局が消防特別救助隊（通称：横浜レンジャー）、1969年に東京消防庁が麹町消防署永田町出張所に特別救助隊（愛称：東京レスキュー）を設置したのに合わせて全国の消防が、火災に限定されないあらゆる災害での救助活動を任務とする救助隊の設置を始めた。1986年になると消防法の改正により全国の消防に人命救助を専門とした特別救助隊と救助隊の設置が義務化された。またこの年には海外の災害の際に派遣される国際消防救助隊も発足し現在は国際緊急援助隊の救助チームの一員として海外の災害現場で活動している。
さらに1995年1月に発生した阪神・淡路大震災の教訓を踏まえて、同年6月に自治省消防庁（現総務省消防庁）では被災地の消防力のみでは対応困難な災害に際して都道府県の枠を超えて災害活動を行う緊急消防援助隊を創設した。

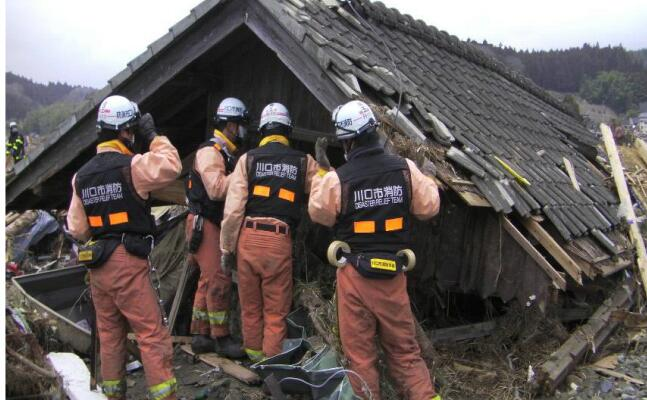
緊急消防援助隊　埼玉県隊

東京消防庁も阪神・淡路大震災を教訓に1996年12月に機動力と災害対処能力を備えた消防救助機動部隊（通称：ハイパーレスキュー）を発足した。この部隊には救急救命士や重機資格者も含まれ災害現場で救助活動から活動に支障ながれきの撤去や負傷者の処置まで一連の活動を行うことが可能な自己完結型の部隊である。都内だけではなく国内の災害には緊急消防援助隊、国外の災害には国際消防救助隊として常に派遣できる体制をとっている。
また、第八消防方面本部消防救助機動部隊は、立川広域防災基地内に配置されており、同じく所在する東京消防庁航空隊のヘリコプターと連携した救助・救急活動にも対応している。さらに2016年1月に東京消防庁航空隊に空のハイパーレスキューである航空消防救助機動部隊（通称：エアハイパーレスキュー）を新設、2020年2月には平成30年7月豪雨（西日本豪雨）、平成30年台風第21号、北海道胆振東部地震などの近年頻発する地震や豪雨などの自然災害に対応するためにぬかるみや急斜面でも走行できるバギーの「全地形活動車」やウニモグベースの「高機動救助車」、浸水した際に水深が浅い場所でも進める「エアボート」、情報収集する「ドローン」等を装備した即応対処部隊を新設した。

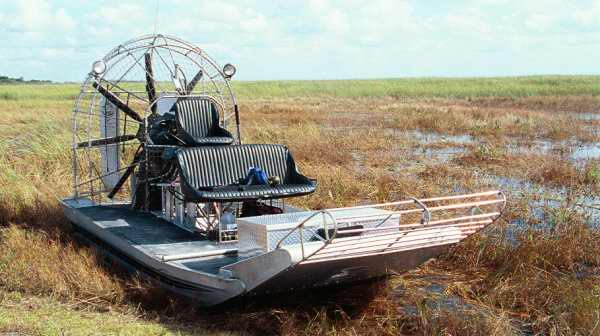
エアボート

1997年には横浜市消防局が機動救助隊（通称：スーパーレンジャー）を設置した。この部隊を中核として大規模災害時には所轄の部隊も含め複数の部隊で救助機動中隊を編成する体制となっていたが、2008年にもう１つの高度な救助部隊で1975年に発足した本部直轄の特別消防隊(通称：特消(とくしょう))と統合され特別高度救助部隊（通称：スーパーレンジャー=SR）となった。
2001年には名古屋市消防局に後に名古屋市の特別高度救助隊に位置付けられる特別消防隊（通称：ハイパーレスキューNAGOYA）が発隊。同部隊は令和6年4月に特別消防救助隊に名称変更。
さらに総務省消防庁は新潟県中越地震やJR福知山線脱線事故などの教訓や新潟県中越地震の東京消防庁の消防救助機動部隊の活躍（長岡市土砂崩れ現場での男児救出）から、2006年4月1日に中核市消防本部等に高度救助隊を、特別区が連合する消防(東京都が該当)及び政令指定都市消防本部等に特別高度救助隊の設置を義務付けた。
これらも東京消防庁の消防救助機動部隊と同種の部隊であり各消防局は消防救助機動部隊「通称：ハイパーレスキュー」を参考に編成しているためにこれらの部隊には「スーパーレスキュー」や、「ハイパーレスキュー隊」など消防局それぞれの通称名が付けられている場合が多い。近年は南海トラフ巨大地震や首都直下地震などの発生が危惧されており設置基準でない消防本部でも自主整備で高度救助隊を編成する本部も増えている。
これらの部隊は大規模災害のみに出動すると思われがちだが通常は他の救助隊と同様に一般災害に出動する。また、化学救助や水難救助などの指定部隊とする消防や各部隊ごとに特定任務がある消防も存在する。
埼玉県では県内で地震による建物崩壊や列車脱線事故などの大規模災害が発生した際に県知事の指示・要請で出動し救助・救命活動を行う埼玉県特別機動援助隊（愛称：埼玉SMART）を編成する体制をとっている。この部隊は県下消防本部、災害派遣医療チーム：埼玉DMAT、埼玉県防災航空隊で構成される。
さらに各地の消防本部には、 山間部や河川、湖、湾岸における救助隊として、山岳救助隊や水難救助隊が設置されている。これらの部隊は一般の救助隊が兼任している場合が多い。また、一部の政令市消防局や東京消防庁、県では消防防災航空隊を編成し消防防災ヘリコプターによる救助活動を行っている。
なお東京消防庁では、山岳救助隊と第六消防方面本部及び第九消防方面本部の消防救助機動部隊がスイフトウォーターレスキュー（急流救助）に対応している。これはレジャー客が中州に取り残された玄倉川水難事故を機転としており、急流救助に対応できる知識・技術を持ち、専門の資機材を装備している。他県も同様に山間部やレジャー客が多い河川等を管轄する消防は急流救助に対応している。
また、化学兵器・核兵器・生物兵器・放射能兵器等を使用したテロなどNBC災害に対応するため、東京消防庁には化学機動中隊と第三消防方面本部および第八消防方面本部の消防救助機動部隊が設置されており、各地の消防もNBC災害の専門部隊を創設するようになった。
日本の消防救助隊は次の四段階構成になっている。なお、いずれ部隊も配置の基準を満たしていない自治体でも自主設置可能とされている。
| 区分           | 救助資機材の基準                 | 車両の基準                        | 配置の基準                                                                                             | 隊員の構成                                                    |
| -------------- | -------------------------------- | --------------------------------- | --- | ------------------------------------------------------------- |
| 救助隊         | 救助活動に必要最低限の資機材     | 救助工作車 又は消防車1台          | 人口が10万人未満の地域                                                                                 | 人命救助の専門教育を受けた隊員5名以上で編成するように努める。 |
| 特別救助隊     | 救助隊よりプラスアルファの資機材 | 救助工作車1台                     | 人口が10万人以上の地域                                                                                 | 人命救助の専門教育を受けた隊員5名以上                         |
| 高度救助隊     | 高度救助資機材                   | 救助工作車1台                     | 中核市もしくは消防庁長官が指定するそれと同等規模もしくは中核市を有しない県の代表都市を管轄する消防本部 | 人命救助の専門教育を受け かつ高度な教育を受けた隊員5名以上    |
| 特別高度救助隊 | 高度救助資機材                   | 救助工作車1台と 特殊災害対応車1台 | 政令指定都市および特別区が連合する消防(東京都)                                                         | 人命救助の専門教育を受け かつ高度な教育を受けた隊員5名以上    |

## 海上保安庁

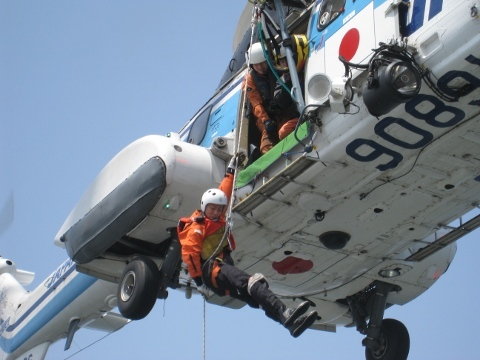
海上保安庁　特殊救難隊

海上保安庁は、特殊海難に対応する専門部隊として第三管区海上保安本部に羽田特殊救難基地(特殊救難隊：特救隊)を設置している。
また、初動対応班として全国の管区航空基地に機動救難士が配置されている。これらの要員は海保の潜水士の資格を持つ者であり、各管区の巡視船にも潜水士が配置されている。

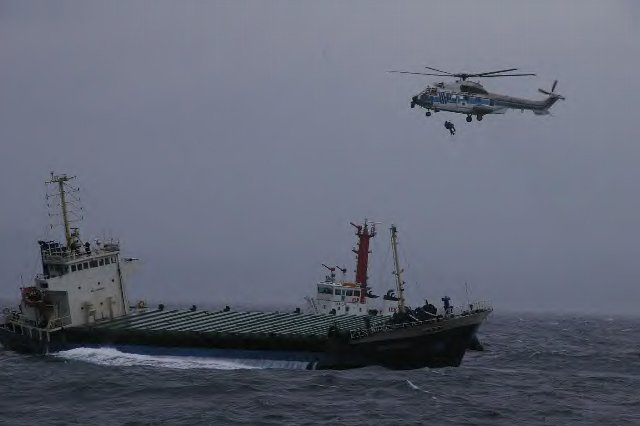
機動救難士による荷崩れした貨物船からの乗員救助活動

原則的に、救助活動を行うのは海上だが、大災害の発生時には応援要請があれば、山間などでも、孤立集落の傷病者の搬送などの、一連の救助活動を行う。

## 警察
警察は、警察法第二条に基づき災害が発生した際に個人の生命、身体及び財産を保護し、公共の安全と秩序を維持する事を目的として行う活動を災害警備活動と規定している。災害警備活動には、被災地での火事場泥棒等の防犯警戒、交通整理、死亡した犠牲者の遺体収容・検視なども含まれており、警察の救助はこれらの活動の一部として行われる。そのために普段は機動隊として犯罪証拠品の捜索や警備活動などの警察業務を行っている。

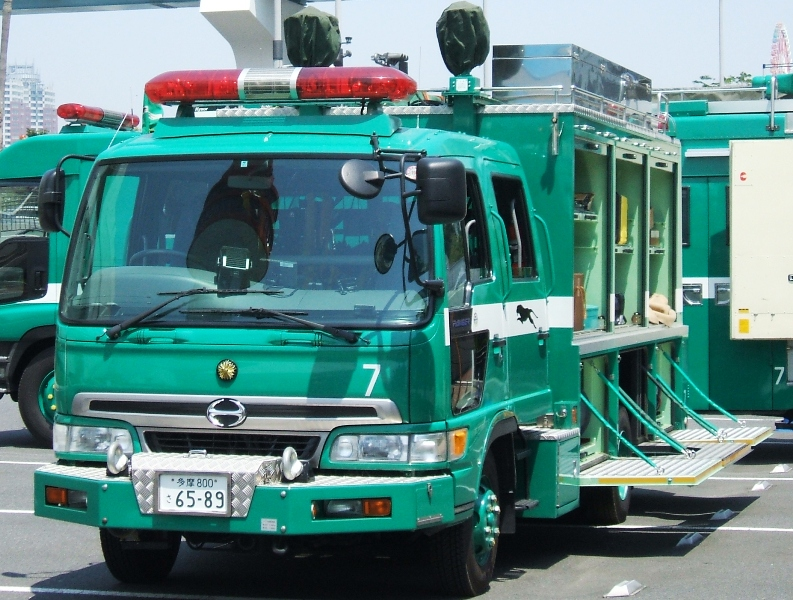
警視庁機動隊のレスキュー車

警察では1972年に警視庁が警備部機動隊内に機動救助隊（通称：レスキュー110）を編成しており、他の道府県警察の機動隊にも、救助任務を担当する機能別部隊が編成されている。だが、1995年に発生した阪神・淡路大震災に出動した際には、消防に準じた救助工作車や、救助資機材などの装備が不足していたため、救助活動は難航した。これを教訓に同年6月警察庁は、都道府県警察の救助資機材や、救出救助能力を充実させ、都道府県の枠を超えて活動する災害対策部隊として広域緊急援助隊を創設した。広域緊急援助隊には、救出救助班が編成されている。
また、新潟県中越地震の教訓を受けて、2005年に全国12都道府県の広域緊急援助隊に特別救助班（通称：P-REX）が設置された。特別救助班は消防の救助隊を参考に創設されており、大規模災害時の救助活動を主要任務としている。また近年は、隊員を消防へ研修派遣しており、消防の救助隊と合同訓練が行われている。
2012年9月に警視庁警備部災害対策課に特殊救助隊（Special Rescue Team：通称：SRT）  が新設された。それまでの警察救助隊は機動隊の兼任活動だがこの部隊は警察としては初めての災害救助の専門部隊であり、レスキュー技術や重機操作などに優れた隊員を機動救助隊などから選抜して構成されている。特殊救助隊は立川広域防災基地内の警視庁多摩総合庁舎を活動拠点としており、同じく基地内に所在する航空隊のヘリコプターと連携して活動できる。普段は訓練や警察署員に対する救助技術の指導を行い、通常の部隊では対応が困難な災害が発生した際に出動するとされている。災害対応以外にも普通の警察官が侵入困難な現場での犯罪証拠物捜索や爆発物等の危険物の捜索も担う。
また、消防と同様に山間部や河川、湖、湾岸における救助隊として、各地の警察に山岳警備隊や水難救助隊が設置されている。警察の水難救助隊は、消防の水難救助隊と同様に人命救助も任務とするが、刑事部などから要請を受け、犯罪に使われた証拠品の捜索や、死体の捜索に従事することも任務である。

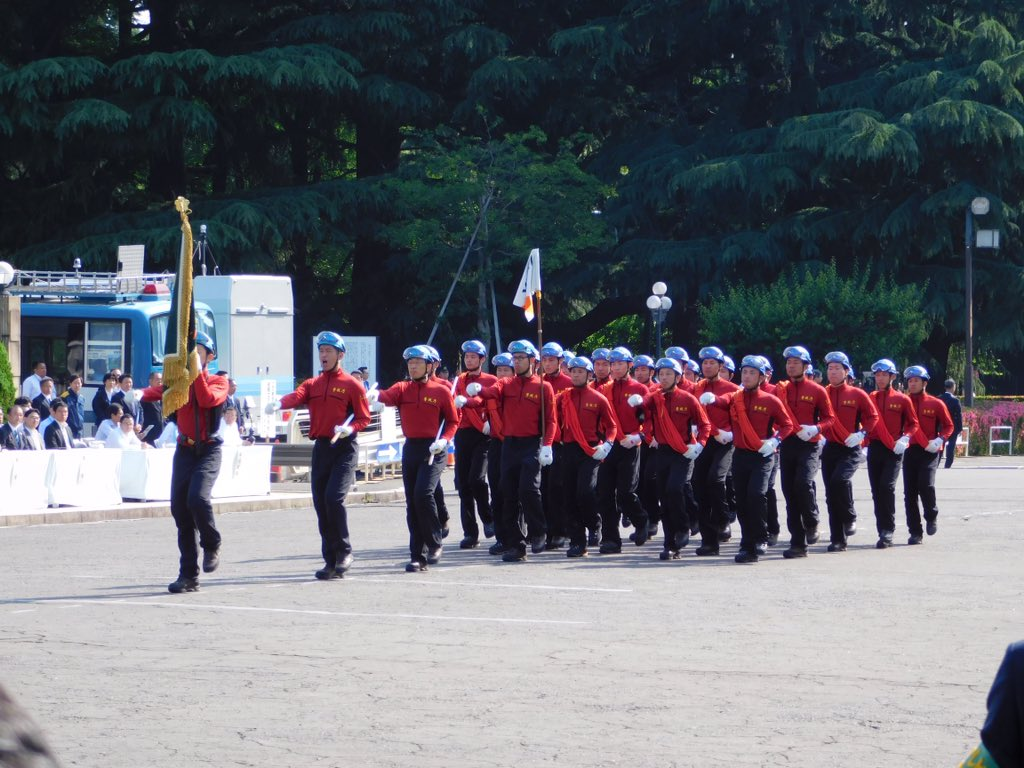
山岳警備隊

各地の警察には、NBC兵器を使用したテロ事件に対処するため、NBCテロ対応専門部隊が設置されている。なお警視庁では、公安部の公安機動捜査隊とは別に、警備部に機動隊化学防護隊が設置されている。
これらの部隊は、東京消防庁の化学機動中隊のように被害者の救助を任務とするが、同時に証拠品の収集や現場保存など、犯人を逮捕するための初動捜査を担当している。

## 自衛隊
自衛隊の主任務は自衛隊法第3条第1項に規定されている『外国の侵略からの領土防衛』である。
災害救助はあくまで文民（消防・海保・警察）の任務であるが、災害により当該地域や自治体の保有する防災・災害救助の能力では十分な対応が出来ない場合には、被災自治体からの要請を受け、自衛隊法第83条に定められている自衛隊の行動の一つ『災害派遣』が開始される。
自衛隊には 人命救助システムなど専用機材が配備されているほか、各地の基地・駐屯地等に災害の情報収集を目的とする初動対処部隊『ファスト・フォース』を待機させており、災害発生時には自主派遣として航空機を現場に先行させている。

### 陸上自衛隊
陸上自衛隊には救助専門部隊は編成されていないが、普通科のマンパワーは最も大きく災害派遣の主力として行方不明者の捜索・救助の他、施設科が保有する重機で瓦礫を撤去するなど救助部隊の道を確保する側面支援も可能。
駐屯地は全国に分散配置されているため、被災地へ短時間で大量の人員を投入できる。

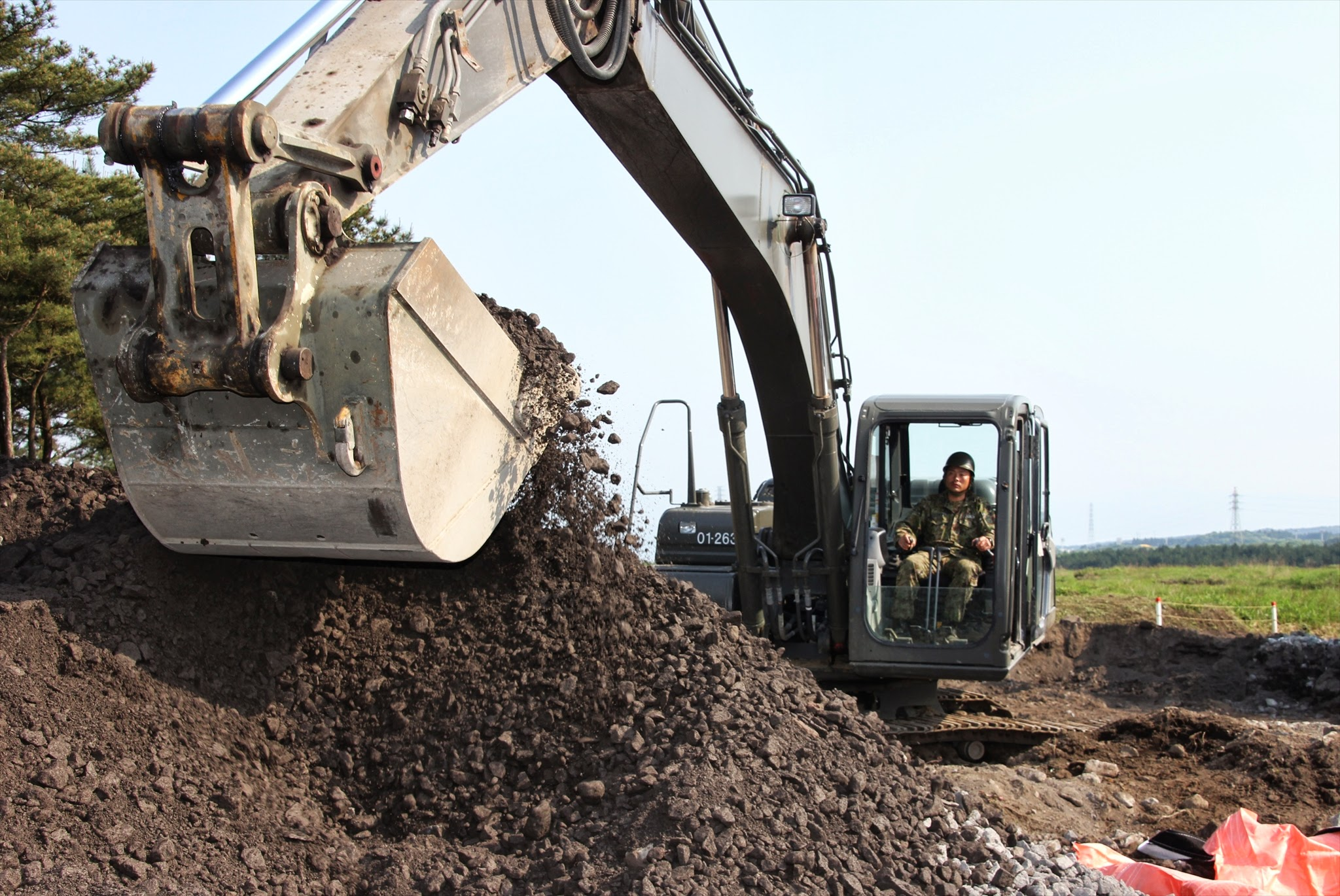
油圧ショベル を操作する自衛官
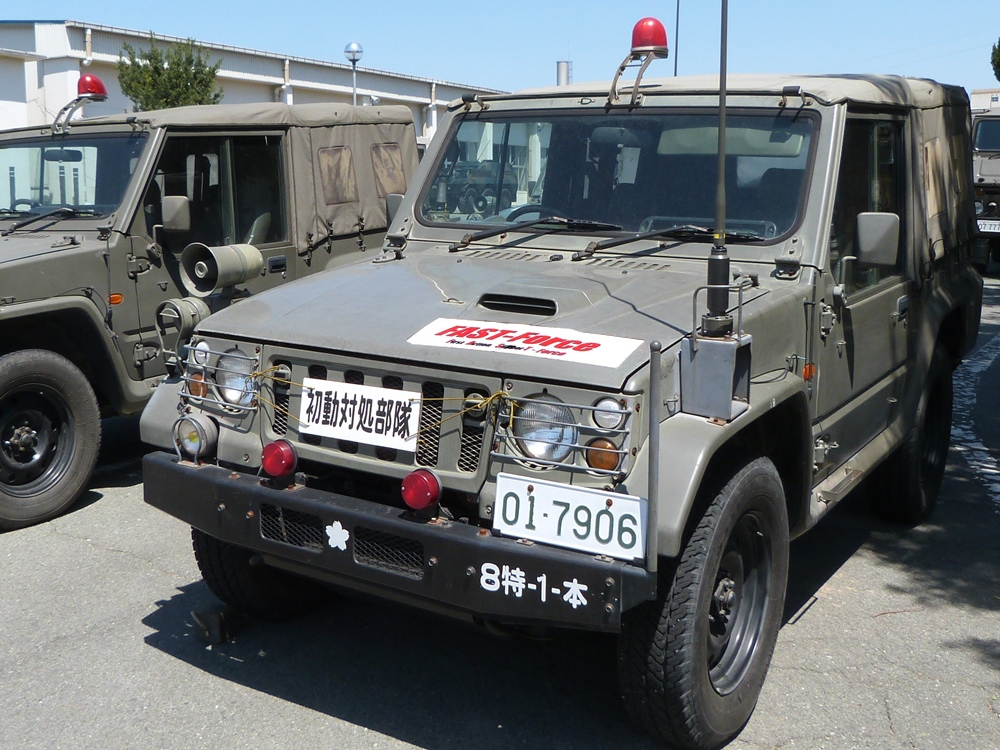
災害初動対処部隊「ファスト・フォース」
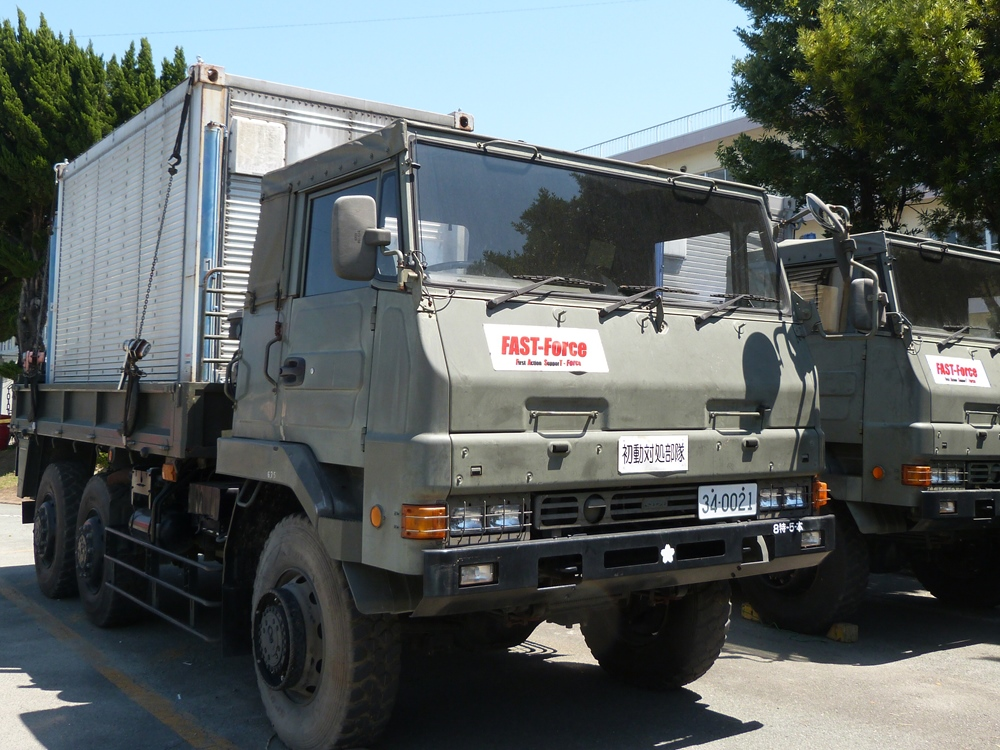
人命救助システム を搭載した車両
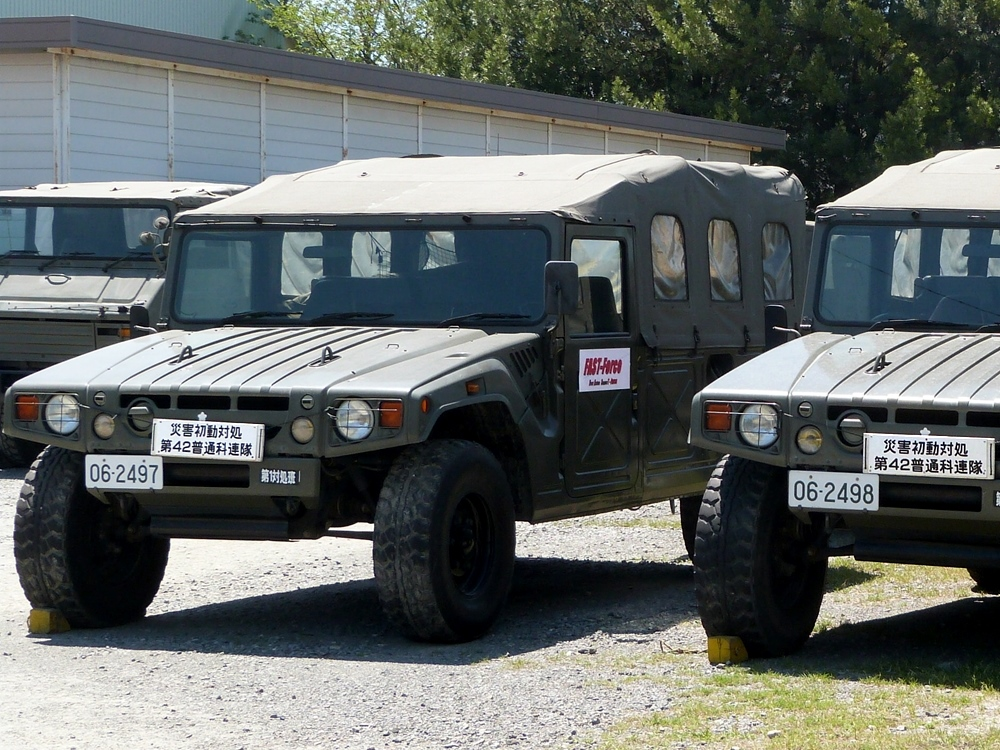
ファスト・フォースの高機動車
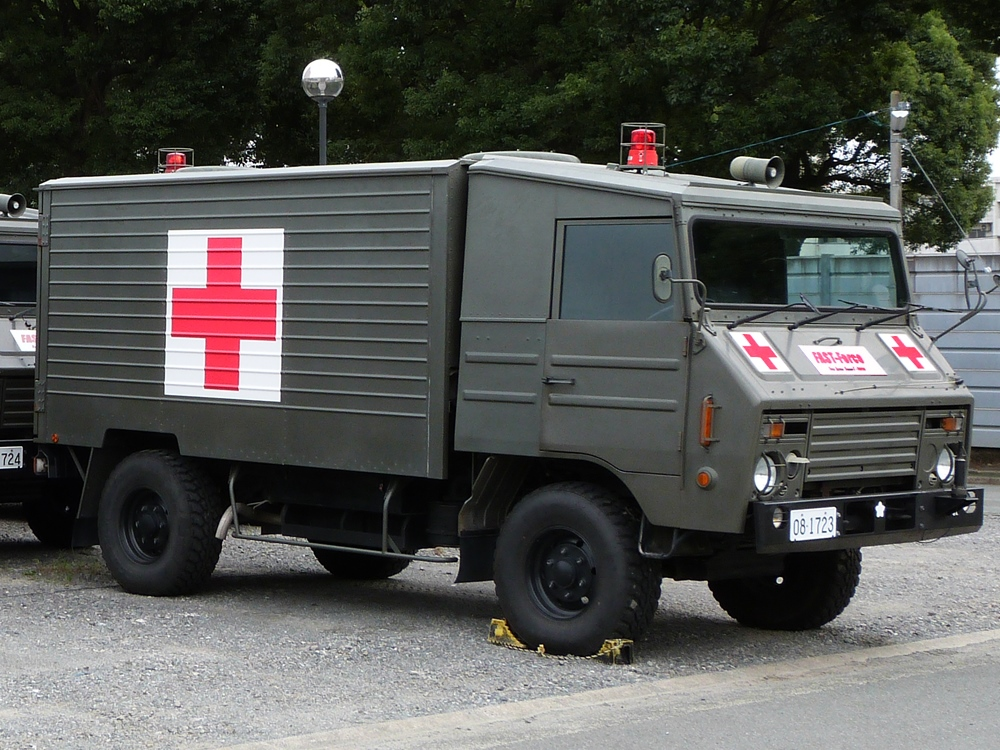
ファスト・フォースの 1トン半救急車

### 海上自衛隊

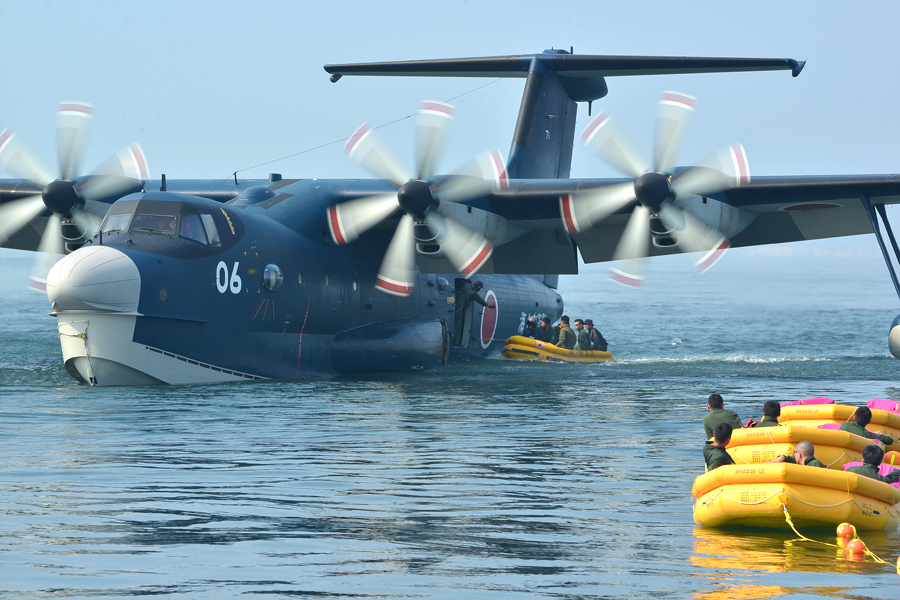
海上自衛隊の救難飛行艇 US-2

海上自衛隊には救難飛行隊が編成され、救難飛行艇やヘリコプターでの救難を専門にする機上救護員や降下救助員が配置されている。
海上保安庁や航空自衛隊の装備では到達が困難な遠洋海域での救難活動が可能な救助組織は、救難飛行艇 US-2を運用している海上自衛隊のみである。

### 航空自衛隊

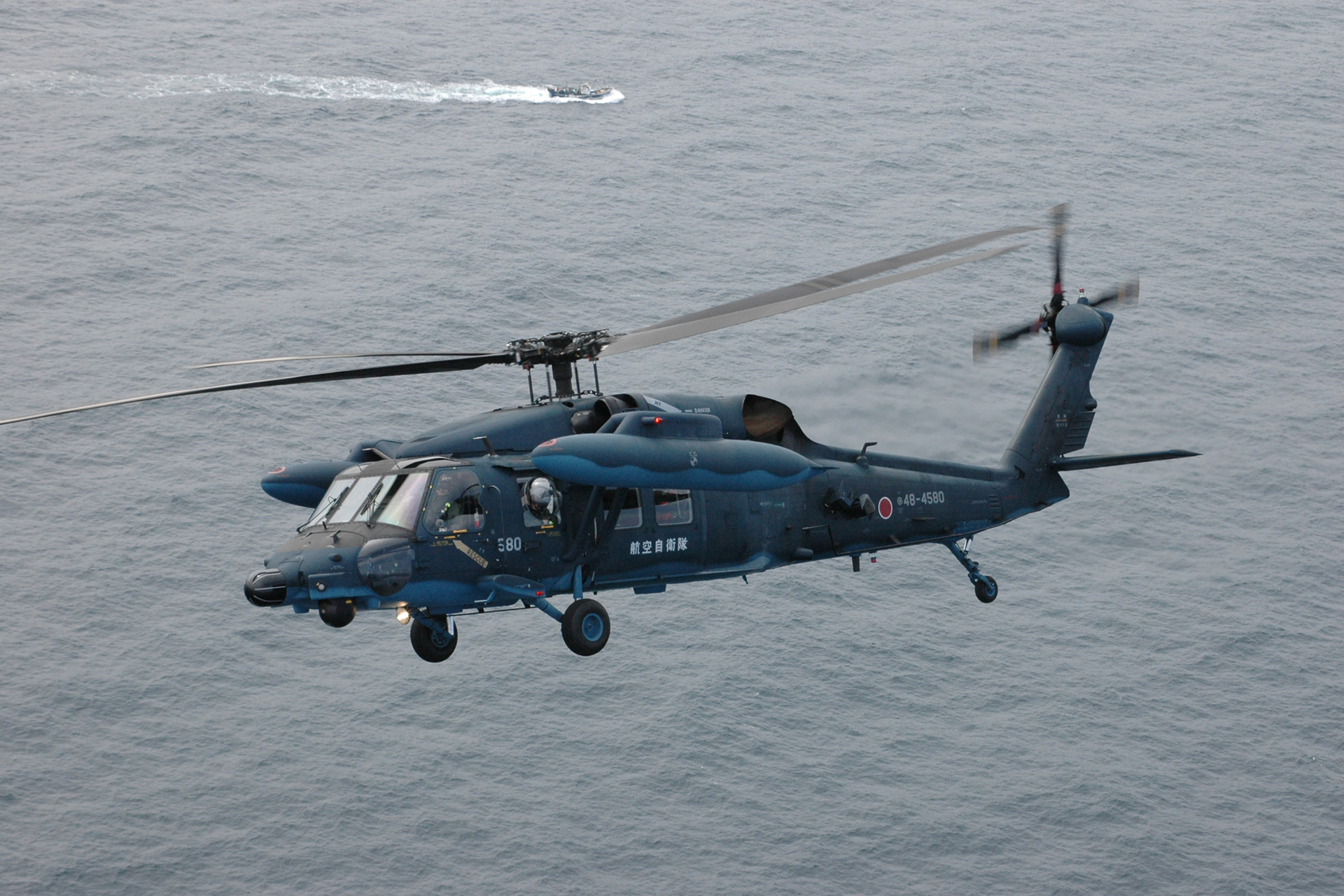
航空救難団の救難ヘリ UH-60J

航空自衛隊には捜索救難機を備えており、専従部隊として、航空救難団が設置され10個の救難隊が全国に展開している。1958年（昭和33年）3月から航空自衛隊による日本では初めてのエアーレスキュー（Air Rescue）として設置される。他の救助隊と異なり、戦闘捜索救難を想定しているため装備、練度共に高く、救難の「最後の砦」とも称され、警察消防でも危険を伴う事案で捜索・救難活動を行なっている。
陸上と近海を担当しており、海上自衛隊と範囲が重複しないように調整されている。
人命救助を担当する隊員を正式には救難員と呼ぶが、隊内では「パラシュート降下の出来る衛生兵」という点から「パラ・メディック」(PARA-MEDIC)と呼んでいる。